# زي باكر
زي باكر (بالإنجليزية: ZZ Packer)‏‏ (12 يناير 1973 في شيكاغو - ) روائية من الولايات المتحدة.

## الجوائز
- زمالة غوغنهايم